# Cry (Michael Jackson-sang)
 For alternative betydninger, se Cry. (Se også artikler, som begynder med Cry)
"Cry" er en single fra Michael Jacksons album Invincible, der blev udgivet i 2001. Sangen er skrevet af den amerikanske R&B sanger, R. Kelly. Dette er en af tre sange, skrevet af Kelly til Jackson. De to andre sange er "One More Chance" og "You Are Not Alone".
Sangen er også brugt som baggrundsmusik til en frihedsvideo fra Iran i forbindelse med de mange demonstrationer verden over, da rygter om valgsvindel ved landets præsidentvalg i 2009 var markante. På samme måde er "They Don't Care About Us" brugt.
Musikvideoen til denne sang viser mennesker af alle racer der holder i hånd i en lang række, rundt om hele jorden. Dette udspringer af sangens budskab og Jacksons stærke ønske om enighed, samhørighed og kærlighed mellem alle mennesker, uanset hudfarve, etnisk oprindelse og kultur.
| Musik | Spire Denne musikartikel er en spire som bør udbygges. Du er velkommen til at hjælpe Wikipedia ved at udvide den. |